# Іван Великий
«Іван Великий» (рос. «Иван Великий») — радянський художній фільм 1987 року, знятий режисером Гавриїлом Єгіазаровим на кіностудії «Мосфільм».

## Сюжет
У центрі фільма, знятого за військовими оповіданнями Андрія Платонова, історія солдата Івана Владико. Закінчилася війна і Іван починає розшукувати свого сина, який зник після того, як згоріло їхнє рідне село. Під час пошуків він зустрічає жінку із трьома дітьми, яка бере живу участь у його долі.

## У ролях
- Сергій Гармаш — Іван Владико
- Олена Попова — Євдокія
- Георгій Жжонов — дід Іван, батько Івана Владика
- Андрій Дударенко — Семен Іринархович
- Людмила Іванова — дружина Семена Іринарховича
- Андрій Смоляков — командир роти, старший лейтенант
- Філіп Тагіров — Олексій, син Івана Владика
- Дарія Вишнякова — дочка Євдокії
- Олена Провоторова — дочка Євдокії
- Іра Провоторова — дочка Євдокії
- В'ячеслав Баранов — зв'язківець роти
- Петро Денисов — солдат із роти Івана Владико
- А. Єршов — німець-танкіст
- Віктор Шульгін — старий
- Варвара Сошальська — селянка
- Михайло Крилов — німець
- Ілля Фролов — Іван

## Знімальна група
- Режисер — Гавриїл Єгіазаров
- Сценарист — Гавриїл Єгіазаров
- Оператор — Юрій Уланов
- Композитор — Андрій Ешпай
- Художник — Георгій Турильов